# Şuşa
Şuşa (aserbaidschanisch), auch Schuscha (kyrillisch-schriftliches aserbaidschanisch und russisch Шуша) oder Schuschi (armenisch Շուշի) geschrieben (jeweils mit Endbetonung ausgesprochen) ist eine Stadt in der Region Bergkarabach und die Hauptstadt des Bezirks Şuşa in Aserbaidschan. Von 1992 bis zum Krieg um Bergkarabach 2020 war sie unter der Kontrolle der international nicht anerkannten Republik Arzach (Bergkarabach). 2005 hatte die Stadt 3191 Einwohner. Sie liegt zwischen 1300 und 1500 m über dem Meeresspiegel.

## Geschichte
Ein Dorf am Ort der späteren Festungsstadt mit dem Namen Schuschu (Shushu) wird in der Einleitung eines armenischen Evangeliar aus dem 15. Jahrhundert erwähnt, das in diesem Dorf von einem Schreiber namens Ter-Manuel im Jahre 1428 illuminiert wurde. Dieses Dokument wird heute im Matenadaran-Archiv in Jerewan verwahrt (Archiv-Nr. 8211). Eine Ortschaft Schuscha (armenisch damals Schosch) diente laut mehreren alten Quellen als Festung des armenischen Meliktums Waranda und gehörte der Fürstenfamilie Melik-Shahnazarian. Die armenische Festung Schuscha spielte eine strategische Rolle in einem der östlichen Militärbezirke (sghnakh) der Armenier, so bei der Verteidigung unter Avan Yuzbashi gegen die osmanische Invasion in den 1720er und 1730er Jahren. Der georgische König Erekle II. schrieb 1769 an den russischen Diplomaten Pjotr Iwanowitsch Panin über eine alte Festung Schuscha, die durch Verrat von einem Mann des muslimischen Jevanshir-Stammes, der das Khanat Karabach begründete, erobert wurde. Diese Information ist auch einem Brief des russischen Feldmarschalls Alexander Wassiljewitsch Suworow an Grigori Alexandrowitsch Potjomkin zu entnehmen.
Laut dem russischen Historiker P. G. Butkov (1775–1857) wurde das armenische Dorf Schuscha durch Shahnazar Melik-Shahnazarian an den Begründer des Khanats Karabach Panah-Ali Khan (1693–1761) übergeben, nachdem Shahnazar den Thron der Meliks von Waranda von seinem Bruder Hovsep usurpiert hatte und mit Panah-Ali Khan ein Bündnis gegen die anderen armenischen Meliks eingegangen war. Der Ausbau der strategisch günstigen, höchstgelegenen Festung verhalf den Khanen von Karabach, Panah-Ali und seinem Sohn Ibrahim Khalil, zu einer stabilen Vorherrschaft über Bergkarabach. Trotz mehrfacher Machtkonflikte, Revolten und Absetzungen einzelner Meliks blieben die fünf Meliktümer in untergeordneter Position bis 1822 erhalten, als Russland das Khanat und die Meliktümer gleichzeitig auflöste. Panah Ali Khan baute die Ortschaft Schuscha zur größten Festung und Hauptstadt seines Khanats aus und wird deshalb auch als Gründer dieser Stadt geführt.
Die Festung wurde bei ihrer Gründung 1752 zunächst nach dem Herrscher Panah-Ali Khan Festung Panachabad genannt, wurde aber später nach der historischen Siedlung in Şuşa umbenannt und zum administrativen Zentrum des Khanats erhoben. 1805 wurde das Khanat Karabach von Russland unter Protektorat gestellt, 1822 aufgelöst und die Region verblieb bei Russland bis 1917.
Aga Mohammed Khan belagerte 1797 die Hauptstadt des Khanat Karabach Şuşa und nahm sie nach längeren Kämpfen mit einer Kriegslist ein. Im Massaker, das der Schah in Şuşa anordnete, wurde auch der Dichter und Wesir Molla Pənah Vaqif getötet. Schah Aga Muhammed-Khan selbst wurde in Şuşa von rivalisierenden Landsleuten ermordet.

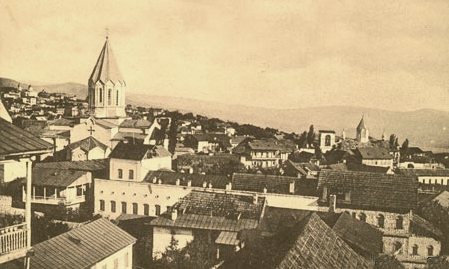
Das armenische Viertel Anfang des 20. Jahrhunderts

Bis zum Ersten Weltkrieg war Şuşa ein wichtiges kulturelles und wirtschaftliches Zentrum sowohl der Armenier als auch der Aserbaidschaner. Lange Zeit waren die Armenier in der Mehrheit. Die Volkszählung des Russischen Reiches 1897 ergab für die Stadt 25.881 Einwohner, davon 14.420 Armenier (55,7 %), 10.778 Aserbaidschaner (41,6 %) und 359 Russen (1,4 %). Es gab eine russisch-orthodoxe und fünf armenisch-gregorianische Kirchen, zwei schiitische Moscheen, eine Realschule, Seiden- und Baumwollweberei sowie bedeutenden Handel.
Ende März 1920 wurde während des Schuscha-Pogroms das armenische Viertel der Stadt von aserbaidschanischen und türkischen Truppen zerstört und ein großer Teil der armenischen Einwohner ermordet. Die Angaben über die Zahl der Todesopfer unterscheiden sich stark und liegen im Bereich zwischen 500 und 20.000 bzw. 30.000.  Ein Teil der Armenier konnte fliehen; es blieben nur wenige überlebende Armenier in der Stadt zurück.
Von den Zerstörungen erholte sich die Stadt lange nicht. 1959 hatte Şuşa nur 6117 Einwohner, nur rund ein Viertel des Werts von 1904. Zu diesem Zeitpunkt betrug der Anteil der Armenier in der Stadt noch 23,3 %. Dieser Anteil sank in den Folgejahren stark und betrug 1979 nur noch 13,1 %. In den 1980er-Jahren nahmen die Spannungen zwischen Armeniern und Aserbaidschanern massiv zu und die ohnehin schon geschwächte armenische Gemeinde von Şuşa schrumpfte auf wenige hundert Personen im Jahr 1989. Şuşa war nun zu einer fast rein aserbaidschanischen Stadt geworden.
Im Bergkarabachkonflikt war Şuşa der wichtigste Stützpunkt der Aserbaidschaner in Bergkarabach: Von hier aus wurde das tiefer gelegene Stepanakert wirkungsvoll unter Beschuss genommen. Die Aserbaidschaner wurden bei der Verteidigung der Stadt auch von einer tschetschenischen Einheit unter der Führung von Schamil Bassajew unterstützt. Trotzdem nahmen am 8. und 9. Mai 1992 armenische Verbände mit Şuşa die letzte Stadt Bergkarabachs ein. Bassajew war einer der letzten, der die Stellung vor dem Fall der Stadt verließ.

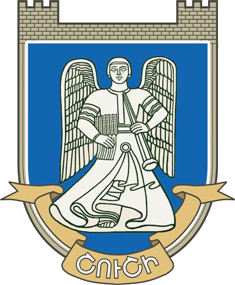
Von der Republik Arzach verwendetes Wappen

Im Zuge dessen wurden praktisch alle aserbaidschanischen Einwohner vertrieben. Stattdessen ließen sich in Şuşa nun armenische Flüchtlinge aus anderen Teilen Aserbaidschans nieder, zum Teil auch Siedler aus Armenien und Rückkehrer aus der armenischen Diaspora. 2003 betrug die Einwohnerzahl rund 3100, bis 2009 stieg sie auf etwa 3900. Zu dieser Zeit waren noch immer große Teile der Stadt Ruinen. In aserbaidschanischen Statistiken fand man noch um 2010 Angaben von über 28.000 Einwohnern. Nach Auffassung der Vereinten Nationen und der Europäischen Union gehörten die gesamte Region und damit auch die Stadt Şuşa zu allen Zeiten des Karabachkonflikts zu Aserbaidschan. Die tatsächliche Kontrolle übte von 1992 bis November 2020 die international nicht anerkannte und von Armenien unterstützte Republik Arzach aus.
Im Zuge der Schlacht um Schuscha bis 9. November 2020 wurde die Stadt von der aserbaidschanischen Armee zurückerobert, was im darauffolgenden Waffenstillstand vom 10. November bestätigt wurde. Die armenische Regierung und die Armenische Apostolische Kirche erklärten anschließend, aserbaidschanische Soldaten hätten armenische Kirchen und kulturelle Wahrzeichen wie die Kathedrale von Ghazanchetsots  und Kanach Zham verwüstet, was durch Berichte von FreedomHouse und CaucasusHeritageWatch untermauert wurde. Bis Ende des Jahres 2020 stellte Aserbaidschan die zerstörte Wasserversorgung wieder her und richtete eine eigene Strom- und 4G-Netzversorgung sowie die Ausstrahlung aserbaidschanischer Fernseh- und Radioprogramme ein. Ebenso wurde die Bedeutung der Stadt für die aserbaidschanische Musikkultur bekräftigt und Überlegungen angestellt, Musikinstitutionen in die Stadt zu verlegen. Die wirtschaftlichen Aussichten in der Stadt sind jedoch zunächst schlecht, da fast alle Einwohner geflohen sind. Ein Großteil der seit der Wiedereroberung dort lebenden Menschen sind Militärangehörige. Dennoch eröffneten noch 2020 einige größere aserbaidschanische Ladenketten, die sich wohl auch Werbeeffekte durch ihre Präsenz in der für Patrioten wichtigen Stadt erhoffen. Ab November 2020 wurde eine neue Straße durch das Kandalan-Tal, nun aserbaidschanisches Gebiet, von Füzuli nach Şuşa gebaut. Für 2021 ist außerdem die Errichtung einer Bahnstrecke von Horadiz nach Füzuli und weiter nach Şuşa geplant. Im Mai 2021 wurde die Stadt durch ein vom aserbaidschanischen Parlament verabschiedetes Gesetz zum kulturellen Schutzgebiet erklärt. Die historische Erscheinung soll wiederhergestellt, Moscheen restauriert und Aktivitäten wie Feierlichkeiten der aserbaidschanischen Kultur wiederaufgenommen und gefördert werden.

## Bevölkerungsentwicklung
| Jahr                                                                  | Armenier     | Armenier | Azeris/Tataren | Azeris/Tataren | Andere | Andere | Gesamt        |
| --------------------------------------------------------------------- | ------------ | -------- | -------------- | -------------- | ------ | ------ | ------------- |
| 1830                                                                  | 762 Familien | ≈ 44 %   | 963 Familien   | ≈ 56 %         |        |        | 1725 Familien |
| 1851                                                                  |              |          |                |                |        |        | 13.469        |
| 1886                                                                  | 15.188       | 56,7 %   | 11.595         | 43,3 %         | 23     | 0,1 %  | 26.806        |
| 1897                                                                  | 14.420       | 55,7 %   | 10.778         | 41,6 %         | 683    | 2,6 %  | 25.881        |
| 1904                                                                  |              | 56,5 %   |                | 43,2 %         |        |        | 25.656        |
| 1916                                                                  | 23.396       | 53,3 %   | 19.121         | 43,6 %         | 1.352  | 3,1 %  | 43.869        |
| März 1920: Schuscha-Pogrom gegen die armenische Bevölkerung           |              |          |                |                |        |        |               |
| 1926                                                                  | 93           | 1,8 %    | 4.900          | 96,4 %         | 111    | 2,2 %  | 5.104         |
| 1939                                                                  | 1.476        | 27,2 %   | 3.701          | 68,2 %         | 247    | 4,5 %  | 5.424         |
| 1959                                                                  | 1.428        | 23,3 %   | 4.453          | 72,8 %         | 236    | 3,9 %  | 6.117         |
| 1970                                                                  | 1.540        | 17,7 %   | 6.974          | 80,2 %         | 179    | 2,1 %  | 8.693         |
| 1979                                                                  | 1.409        | 13,1 %   | 9.216          | 85,5 %         | 159    | 1,5 %  | 10.784        |
| 1988: Bergkarabachkonflikt: Vertreibung der armenischen Bevölkerung   |              |          |                |                |        |        |               |
| 1989                                                                  |              |          |                | 98 %           |        |        | 15.039        |
| Mai 1992: Vertreibung der aserbaidschanischen Bevölkerung             |              |          |                |                |        |        |               |
| 2005                                                                  | 3.105        | ~100%    |                |                |        |        | 3.105         |
| 2009                                                                  | 3.900        | ~100%    |                |                |        |        | 3.900         |
| 2015                                                                  | 4.446        | ~100%    |                |                |        |        | 4.446         |
| 2020: Bergkarabachkrieg 2020: Vertreibung der armenischen Bevölkerung |              |          |                |                |        |        |               |

## Religion
Die Erlöserkirche (Ghasantschezoz-Kathedrale, 1858–1887) und die Grüne Kirche (Kanatsch Scham, 1818) in Şuşa sind von besonderer religiöser Bedeutung für die Armenier.

## Kultur

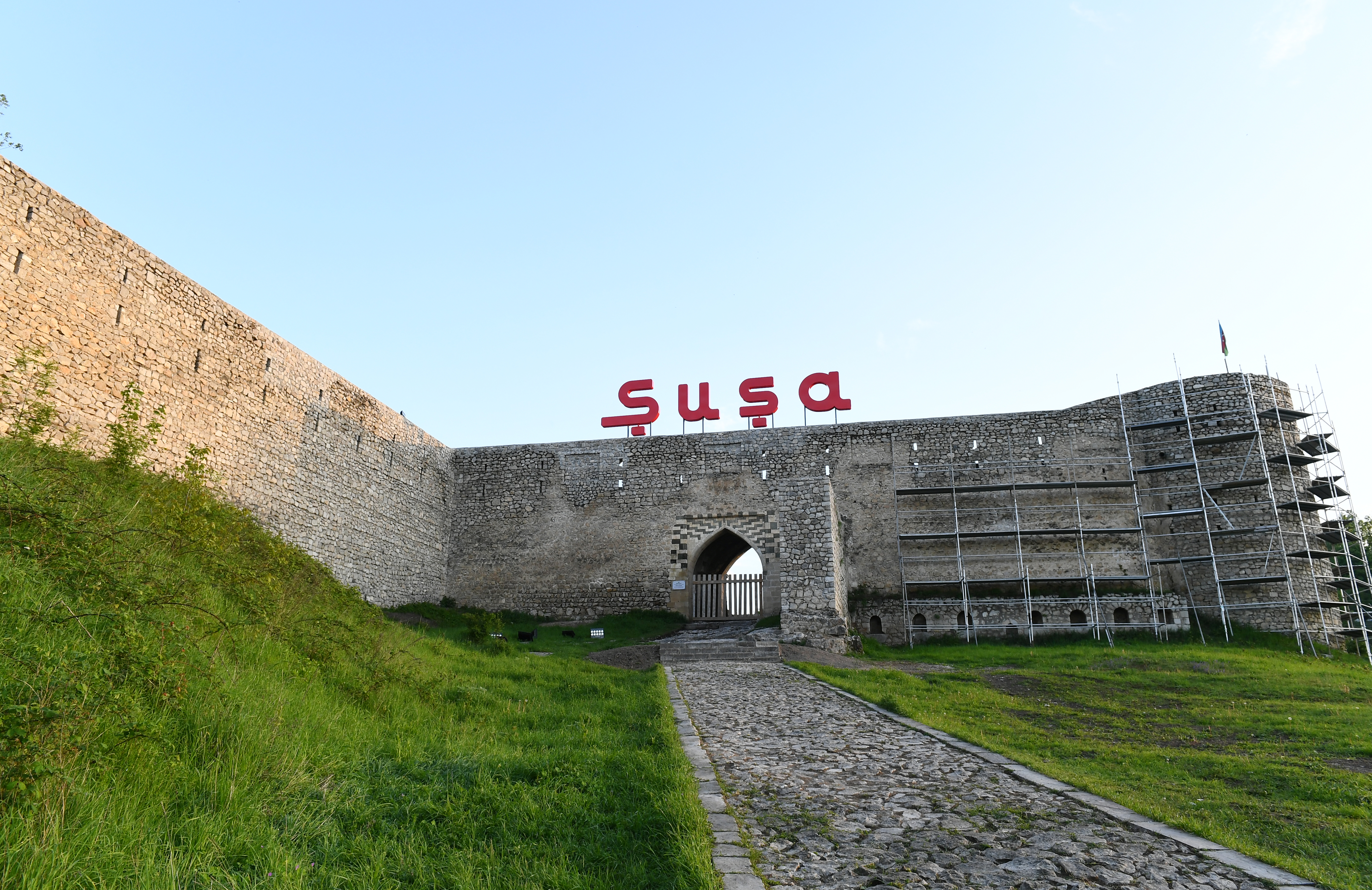
Festung von Şuşa im Jahr nach der Rückeroberung durch Aserbaidschan mit neuem Schriftzug an Stelle des zuvor dort vorhandenen armenischen Schriftzugs

Şuşa ist wegen seiner Architektur und auch als Kurort bekannt. Es galt außerdem als eines der Zentren der aserbaidschanischen und kaukasischen Teppichherstellung. Das Teppichmuseum Schuscha wurde 2013 eröffnet.
Die Stadt ist bekannt für ihre Komponisten und Sänger, wie die Komponisten Üzeyir Hacıbəyov, Schöpfer der ersten Oper in der Geschichte des muslimischen Orients, und Niyazi, sowie die Sänger Bülbül und Khan Schuschinski. Aus Şuşa stammt die aserbaidschanische Dichterin Xurşidbanu Natəvan; der Politiker und Dichter Molla Pənah Vaqif wirkte dort. Die Stadt ist deshalb als „aserbaidschanische Musikhochburg“ bekannt.

## Bauwerke
- Palast von Ibrahimkhalil Khan
- Çuxur-Məhəllə-Moschee
- ehem. Köçərli Moschee
- Təzə-Məhəllə-Moschee
- Hacı-Yusifli-Moschee
- Vaqif-Mausoleum

## Tourismus
Şuşa war durch seine Lage im Hochgebirge und durch seine vielen Mineralquellen ein beliebter Kur- und Urlaubsort.

## Söhne und Töchter der Stadt

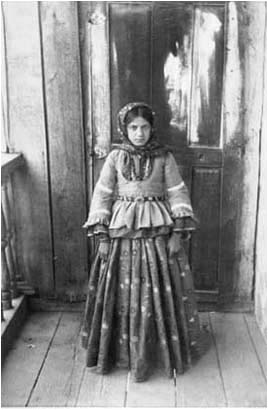
Ein aserbaidschanisches Mädchen aus Şuşa (19. Jahrhundert)

- Qasım bəy Zakir (1784–1857), aserbaidschanischer Dichter
- Nikolai Sinin (1812–1880), russischer Chemiker
- Iwan Lasarew (Hovhannes Lasarjan, 1820–1879), armenischstämmiger russischer General
- Xurşidbanu Natəvan (1832–1897), aserbaidschanische Schriftstellerin
- Mir Möhsün Nəvvab Qarabaği (1833–1918), aserbaidschanischer Schriftsteller, Komponist und Maler
- Həsənəli xan Qaradaği (1848–1929), aserbaidschanischer Pädagoge, Historiker und Dichter
- Rudolf von Pelargus (1853–1923), Senatspräsident beim deutschen Reichsgericht
- Murazan (Grigor Ter–Howahannisjan, 1854–1908), armenischer Schriftsteller
- Nəcəf bəy Vəzirov (1854–1926), aserbaidschanischer Publizist und Dramaturg
- Arakel Babachanian (Leo) (1860–1932), armenischer Historiker
- Cabbar Qaryağdıoğlu (1861–1944), Mughamsänger
- Stepan Aghajanian (1863–1940), armenischer Maler
- Jelisaweta Lastotschkina (1869–1967), russisch-sowjetische Gehörlosenpädagogin
- Süleyman Sani Axundov (1875–1939), aserbaidschanischer Journalist und Schriftsteller
- Hakob Gjurdschjan (1881–1948), armenischer Bildhauer
- Üzeyir Hacıbəyov (1885–1948), aserbaidschanischer Komponist
- Wagarsch Wagarschjan (1894–1959), armenischer Theaterschauspieler
- Yusif Vəzir Çəmənzəminli (1887–1943), aserbaidschanischer Schriftsteller und Staatsmann
- Murtuza Məmmədov (Bülbül, 1897–1961), aserbaidschanischer Opernsänger
- Iwan Knunjanz (1906–1990), armenisch-sowjetischer Chemiker
- Armen Tachtadschjan (1910–2009), armenisch-russischer Botaniker
- Nelson Stepanjan (1913–1944), armenischer Militärflieger, zweifacher Held der Sowjetunion
- Zakir Bağırov (1916–1996), sowjetisch-aserbaidschanischer Komponist, Musikpädagoge und Musikfunktionär
- Soltan Hacıbəyov (1919–1974), aserbaidschanischer Komponist
- Lətif Səfərov (1920–1963), aserbaidschanischer Filmschauspieler und -regisseur
- Əbülfət Əliyev (1930–1990), Mugham- und Opernsänger
- Kamran Bağırov (1933–2000), sowjetischer Politiker aserbaidschanischer Abstammung
- Sejran Ohanjan (* 1962), armenischer Generaloberst und Verteidigungsminister

## Bilder

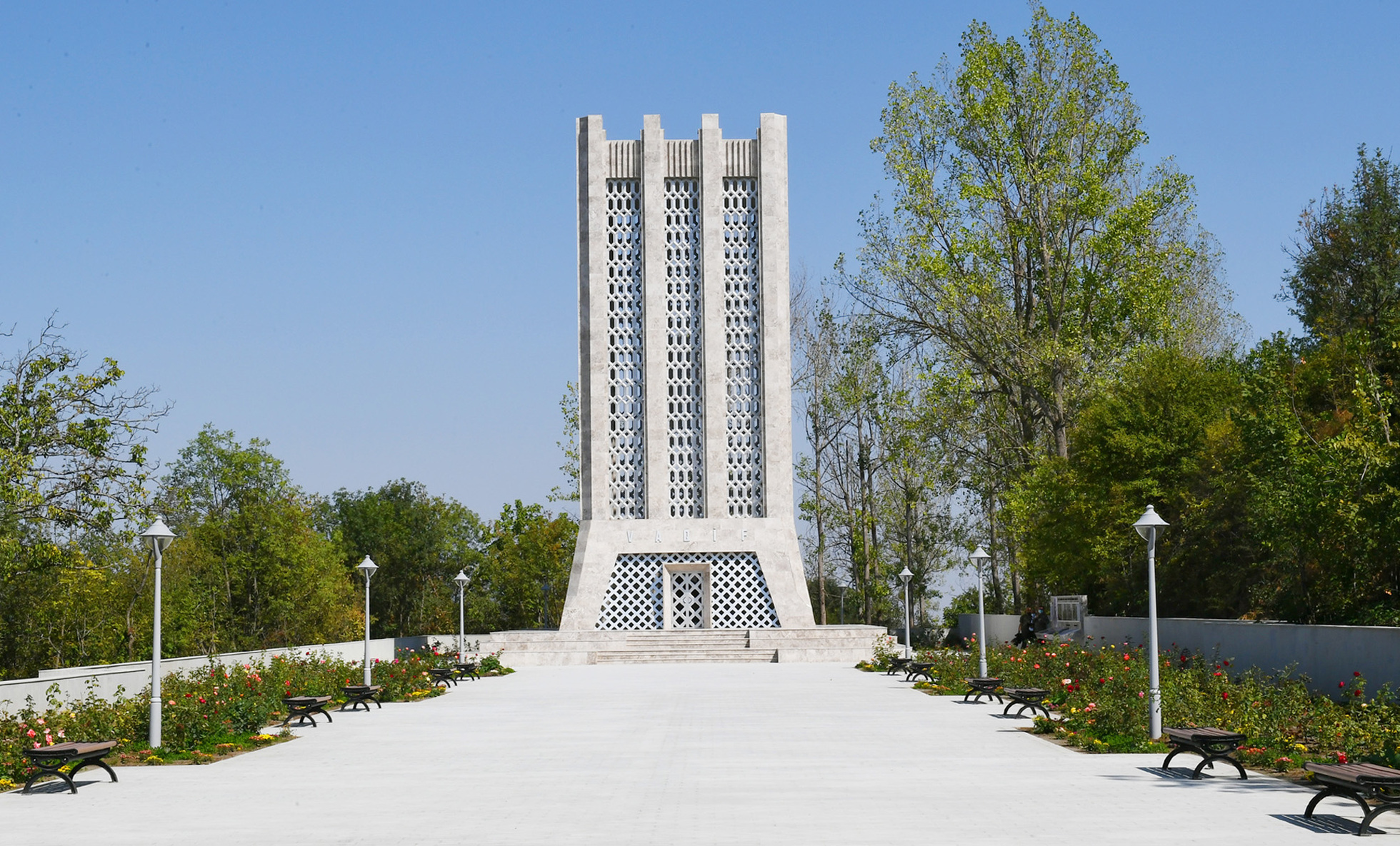
Vaqif-Mausoleum im Jahr 2021, nach der Restaurierung
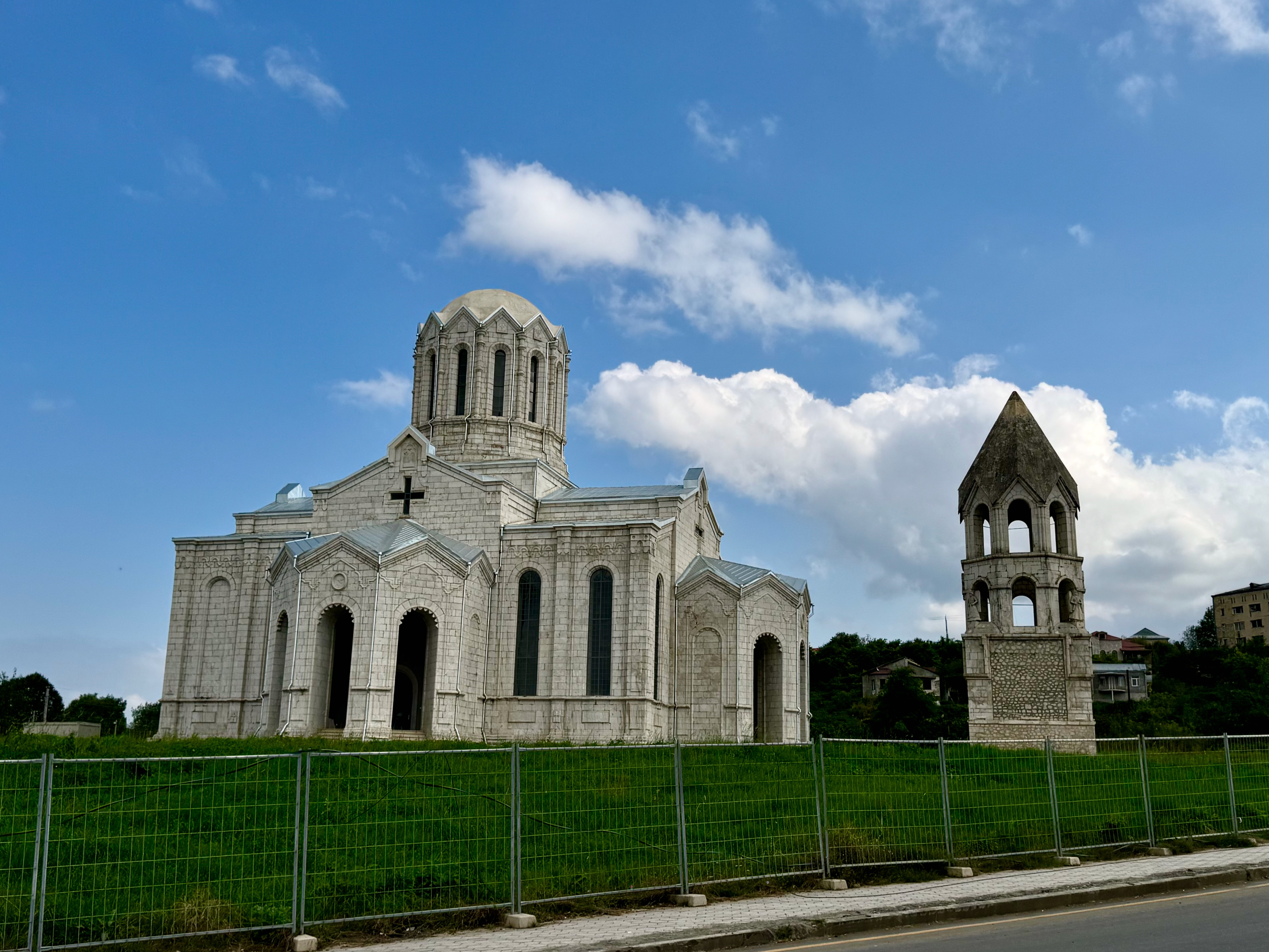
Erlöserkirche (Ghasantschezoz-Kathedrale), Zustand nach Restauration
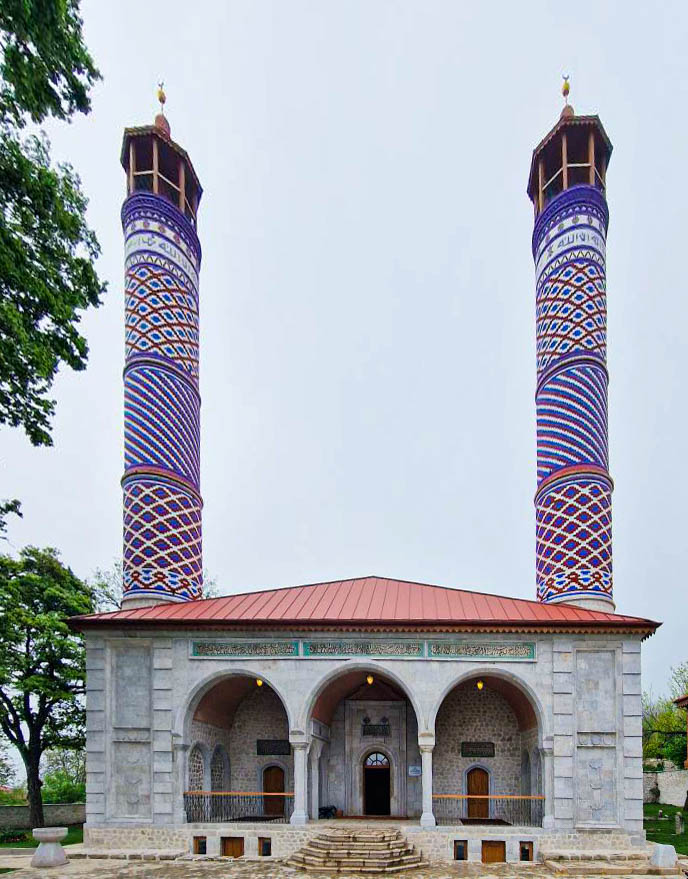
Die Hauptfassade der Obere Gowhar-Agha-Moschee nach Restaurierungsarbeiten im Jahr 2023
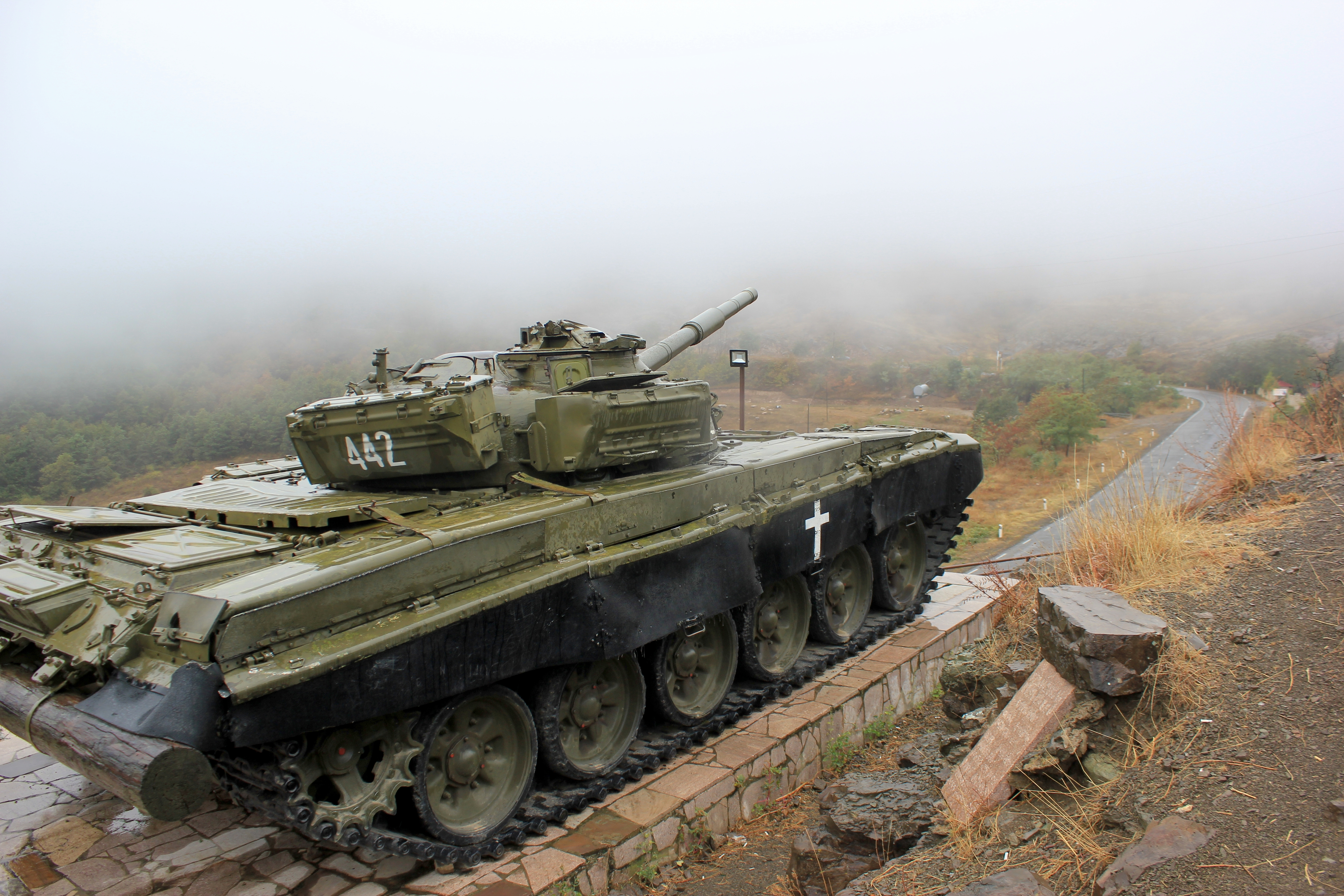
Der armenische T-72 Panzer „442“ wurde bei den Kämpfen um die Stadt am 8. Mai 1992 abgeschossen und zur Erinnerung an den armenischen Sieg als Denkmal hergerichtet.